# ダリオ・ペレイラ
アルフォンソ・ダリオ・ペレイラ・ブエノ（Alfonso Darío Pereyra Bueno、1956年10月19日 - ）は、ウルグアイ出身のサッカー選手、サッカー指導者。選手時代のポジションはディフェンダー（センターバック）。

## 経歴
母国のナシオナルを経て、1977年にブラジルのサンパウロへと移籍。10年に渡ってサンパウロの守備陣を支え、サポーターから「レイ・ダリオ（Rei Darío、ダレイオス王）」と呼ばれた。サンパウロFCでの通算成績は402試合出場39得点。
1986年にはウルグアイ代表としてワールドカップ・メキシコ大会で2試合に出場。フラメンゴ、パルメイラスを経て、1990年からは日本の松下電器産業サッカー部（現：ガンバ大阪）で2シーズンを過ごした。
引退後は古巣サンパウロFCを始めとしたブラジル各クラブの監督を歴任している。2000年、ブラジルのコリンチャンスを率いてFIFAクラブワールドカップブラジル大会に出場して優勝。

## 所属クラブ
- ナシオナル・モンテビデオ 1975-1977
- サンパウロFC 1977-1988
- CRフラメンゴ 1988
- SEパルメイラス 1989
- 松下電器産業サッカー部 1990-1992

## 個人成績
| 国内大会個人成績 | 国内大会個人成績 | 国内大会個人成績 | 国内大会個人成績 | 国内大会個人成績 | 国内大会個人成績 | 国内大会個人成績 | 国内大会個人成績 | 国内大会個人成績 | 国内大会個人成績 | 国内大会個人成績 | 国内大会個人成績 |
| 年度             | クラブ           | 背番号           | リーグ           | リーグ戦         | リーグ戦         | リーグ杯         | リーグ杯         | オープン杯       | オープン杯       | 期間通算         | 期間通算         |
| 年度             | クラブ           | 背番号           | リーグ           | 出場             | 得点             | 出場             | 得点             | 出場             | 得点             | 出場             | 得点             |
| 日本             | 日本             | 日本             | 日本             | リーグ戦         | リーグ戦         | JSL杯            | JSL杯            | 天皇杯           | 天皇杯           | 期間通算         | 期間通算         |
| ---------------- | ---------------- | ---------------- | ---------------- | ---------------- | ---------------- | ---------------- | ---------------- | ---------------- | ---------------- | ---------------- | ---------------- |
| 1990-91          | 松下             | 4                | JSL1部           | 16               | 3                | 0                | 0                |                  |                  |                  |                  |
| 1991-92          | 松下             | 4                | JSL1部           | 1                | 0                | 0                | 0                |                  |                  |                  |                  |
| 通算             | 日本             | 日本             | JSL1部           | 17               | 3                | 0                | 0                |                  |                  |                  |                  |
| 総通算           |                  |                  |                  |                  |                  |                  |                  |                  |                  |                  |                  |

その他の公式戦
- 1990年
  - コニカカップ 4試合0得点

## 指導歴
- サンパウロFC 1997-1998
- コリチーバFC 1998
- アトレチコ・ミネイロ 1999
- グアラニFC 2000
- SCコリンチャンス・パウリスタ 2000-2001
- パイサンドゥSC 2002-2003
- グレミオFBPA 2003
- アソシアソン・ポルトゥゲーザ・ジ・デスポルトス 2004
- アラポンガスEC2012
- ヴィラ・ノヴァFC 2013
- アギア・ジ・マラバFC 2014-

## タイトル

### 選手時代
サンパウロ
- ブラジル全国選手権：2回 (1977, 1986)
- サンパウロ州選手権：4回 (1980, 1981, 1985, 1987)

松下電器
- 天皇杯：1回 (1990)

### 監督時代
アトレチコ・ミネイロ
- ミナス・ジェライス州選手権：1回 (1999)

## 参考サイト
- “Darío Pereyra”. Futbol Factory. 2007年5月9日閲覧。
- “Darío Pereyra (ex-quarto-zagueiro do São Paulo)”. site oficial Milton Neves. 2007年5月9日閲覧。
- “Ídolos - DARÍO PEREYRA”. GAZETA esportiva.Net. 2007年5月9日閲覧。